# Rúben Bareño
Ruben Laudelino Bareño Silva (født 23. januar 1944) er en uruguayansk tidligere fodboldspiller (angriber).
Bareño spillede gennem sin karriere 13 kampe og scorede tre mål for Uruguays landshold. Han var en del af landets trup til VM 1970 i Mexico, men fik kun spilletid i én af uruguayanernes seks kampe i turneringen.
På klubplan spillede Bareño for henholdsvis C.A. Cerro i hjemlandet, samt for Racing Club i Argentina.